# Робърт Белтран
Робърт Адам Белтран (на английски: Robert Beltran) е американски актьор, известен с ролята си на командир Чакотей в Стар Трек: Вояджър.

## Биография

### Произход
Белтран е роден на 19 ноември 1953 г. в Бейкърсфийлд, Калифорния, в семейството на Аурелиа Олгин и Луис Перез Белтран, американци от мексикански произход. Белтран учи в East Bakersfield High School и колежа Бейкърсфийлд. Той има две сестри и седем братя, като един от тях е известният латино-джаз музикант Луи Круз Белтран.

### Кариера
След завършването на калифорнийския щатски университет с диплома по театрални изкуства, Белтран се премества Лос Анджелис, за да започне актьорската си кариера. Получава първата си филмова роля през 1981 г. във филма Zoot Suit, но първият му успех идва през 1982 г., когато играе ролята на Раул в култовия филм Eating Raoul.
През 1983 г. Белтран получава поддържаща роля на заместник шериф Кайо, партньора на Дж. Дж. Маккуед (Чък Норис), във филма Самотният вълк Маккуейд (този филм ще послужи за основа на телевизионния сериал Уокър, тексаският рейнджър). През 1984 г. участва в телевизионния филм The Mystic Warrior. През същата година играе ролята на Хектор в култовия филм Night of the Comet.
Белтран е известен най-вече с ролята си на командир Чакотей, първия офицер на звездния кораб Вояджър, в научнофантастичния телевизионен сериал Стар Трек: Вояджър.
Основател е на East LA Classic Theater Group. Той също е член на Classical Theater Lab, група от професионални актьори, които през 1997 г. продуцират неговата продукция на Хамлет.

## Личен живот
Един от братята на Белтран страда от синдром на Даун. Белтран участва активно в събирането на средства за Down Syndrome Association of Los Angeles (DSALA).
Освен с кариерата си в киното и театър, Белтран също се занимава и с композиране на музика. Той е женен и има една дъщеря.

## Участия в театрални постановки
| - California Shakespeare Festival (1979) - Bard in the Box Tour (1980) - La Pastorela (1980) - Сън в лятна нощ (1981) - Хенри IV, част 1 and Хенри IV, част 2 (1981) - Хамлет (1981) - Ромео и Жулиета (1981) - Укротяване на опърничавата (1981) - Corridos (1983) - The Quartered Man (1985) | - I Don't Have To Show You No Stinkin' Badges (1986) - Stars In The Morning Sky (1987) - A Burning Beach (1988) - Макбет (1989) - Widows (1991) - A Touch Of The Poet (1993) - Хамлет (1997) - The Big Knife (2003) - Boleros for the Disenchanted (2009) - Solitude (2009) - Devil's Advocate (2011) |

## Филмография
| - Zoot Suit (1981) - Eating Raoul (1982) - Самотният вълк Маккуейд (1983) - Night of the Comet (1984) - Calendar Girl Murders (1984) - The Mystic Warrior (1984) - Latino (1985) - Streethawk (1986) - The Family Martinez (1986) - Slam Dance (1987) - Gaby, A True Story (1987) - Sisters (1988) - Scenes from the Class Struggle in Beverly Hills (1989) - Miami Vice („Free Fall“) (1989) - Forbidden Sun (1989) - El Diablo (1990) - Midnight Caller („Life Without Possibility“) (1990) - To Die Standing (1990) - Kiss Me a Killer (1991) - Veronica Clare (1991) - The Chase (1991) - Бъгси (1991) - La Pastorela (1992) - Stormy Weathers (1992) - Shadow Hunter (1993) | - Убийство по сценарий („Double Jeopardy“) (1993) - State of Emergency (1993) - Lois & Clark („Fly Hard“) (1993) - Rio Shannon (1993) - Убийство по сценарий („Time to Die“) (1994) - Models, Inc. (1994) - Никсън (1995) - Runway One (1995) - 500 Nations (1995) - Стар Трек: Вояджър (1995 – 2001) - Managua (1997) - Trekkies (1997) - How Else Am I Supposed To Know I'm Still Alive (1997) - Ultimate Trek: Star Trek's Greatest Moments (1999) - Luminarias (1999) - Fahrenheit 452: The Art Police (short) (2000) - 2001 ALMA Awards (Presenter) (2001) - Foto-Novelas (2002) - От местопрестъплението: Маями („Tinder Box“) (2003) - Manticore (2005) - Fire Serpent (2007) - Медиум („Whatever Possessed You“) (2007) - Cry of the Winged Serpent (2007) - Patriotville (2008) - Repo Chick (2009) - Big Love (2009 – 2011) |